# Enaria micantipennis
Enaria micantipennis är en skalbaggsart som beskrevs av Blanchard 1851. Enaria micantipennis ingår i släktet Enaria och familjen Melolonthidae. Inga underarter finns listade i Catalogue of Life.